# Винкель (Цюрих)
Винкель (нем. Winkel ZH) — коммуна в Швейцарии, в кантоне Цюрих.
Входит в состав округа Бюлах. Население составляет 3775 человек (на 31 декабря 2007 года). Официальный код — 0072.